# Hormone tuyến thượng thận
Ở người và các động vật khác, hormone tuyến thượng thận là hormone do vỏ thượng thận, vùng ngoài của tuyến thượng thận sản xuất. Các hoocmon steroid đa vòng này có nhiều vai trò quan trọng đối với phản ứng của cơ thể đối với căng thẳng (ví dụ: phản ứng chiến đấu hoặc bỏ chạy) và chúng cũng điều chỉnh các chức năng khác trong cơ thể. Các mối đe dọa đối với cân bằng nội môi, chẳng hạn như chấn thương, mất cân bằng hóa học, nhiễm trùng hoặc căng thẳng tâm lý, có thể bắt đầu một phản ứng căng thẳng. Ví dụ về các hormon vỏ thượng thận có liên quan đến phản ứng căng thẳng là aldosterone và cortisol. Những hormone này cũng có chức năng điều chỉnh sự bảo tồn nước của thận và chuyển hóa carbonhydrat, tương ứng.

## Các loại
Hormone vỏ thượng thận được chia thành ba loại theo chức năng: mineralocorticoid, glucocorticoid và androgen.
1. Các hormon khoáng bào được tổng hợp ở lớp ngoài cùng của vỏ thượng thận được gọi là zona glomerulosa.[2] Chức năng của chúng là điều chỉnh nồng độ các chất điện giải lưu thông trong máu.[1] Ví dụ, aldosterone có chức năng tăng nồng độ natri trong máu và giảm mức kali trong máu bằng cách nhắm mục tiêu đến thận. Cụ thể, nó liên kết các thụ thể của các tế bào bao gồm các ống thận ở xa, sau đó kích thích các kênh ion để bảo tồn natri và bài tiết kali.[3] Ngoài ra, gradient ion bắt đầu bảo tồn nước.
2. Họ nội tiết tố glucocorticoid được tổng hợp ở lớp giữa của vỏ thượng thận được gọi là zona fasciculata. Những hormone này điều chỉnh quá trình xử lý protein, chất béo và carbohydrate của cơ thể con người. Họ cũng đóng một vai trò trong việc duy trì một chu kỳ phản ứng căng thẳng bình thường.
3. Androgens, hay hoóc môn giới tính, được tổng hợp trong lớp trong cùng của vỏ thượng thận được gọi là zona reticularis. Những hormone này, chẳng hạn như estrogen ở nữ và testosterone ở nam, thường được biết đến với việc thúc đẩy các đặc tính tình dục và sự trưởng thành của các cơ quan sinh sản của giới tính tương ứng.[2]

## Kết cấu
Hormone vỏ thượng thận được coi là hormone steroid vì đặc điểm chung với một xương sống cholesterol. Cấu trúc của các steroid khác nhau khác nhau bởi các loại và vị trí của các nguyên tử bổ sung trên xương sống cholesterol. Xương sống cholesterol bao gồm bốn vòng hydrocarbon, ba vòng cyclohexane và một cyclopentane, góp phần vào tính không hòa tan của nó trong môi trường nước. Tuy nhiên, bản chất kỵ nước cho phép chúng dễ dàng khuếch tán qua màng plasma của tế bào. Điều này rất quan trọng đối với chức năng của hormone steroid vì chúng dựa vào con đường phản ứng của tế bào để khôi phục sự mất cân bằng cân bằng nội môi bắt đầu giải phóng hormone.

## Tổng hợp
Sự tổng hợp của hoocmon steroid vỏ thượng thận liên quan đến một chuỗi các phản ứng oxy hóa - khử được xúc tác bởi một loạt các enzyme. Tổng hợp bắt đầu với một phân tử cholesterol. Thông qua các chất trung gian được chia sẻ và con đường phân nhánh từ các chất trung gian được chia sẻ này, các loại steroid khác nhau được tổng hợp. Steroid được tổng hợp từ cholesterol trong khu vực tương ứng của vỏ thượng thận. Quá trình này được kiểm soát bởi protein điều hòa cấp tính steroidogen (StAR) nằm trong màng ty thể và điều chỉnh sự đi qua của cholesterol. Đây là bước giới hạn tỷ lệ của sinh tổng hợp steroid. Khi StAR đã vận chuyển cholesterol vào ty thể, phân tử cholesterol trải qua một chuỗi các phản ứng oxy hóa - khử được xúc tác bởi một loạt các enzyme từ họ enzyme cytochrom P450. Một hệ thống coenzyme có tên adrenodoxin reductase chuyển các electron sang enzyme P450, khởi đầu các phản ứng oxy hóa - khử làm biến đổi cholesterol thành các hoocmon steroid. Mặc dù quá trình tổng hợp được bắt đầu bên trong ty thể, tiền chất được đưa vào mạng lưới nội chất để xử lý bởi các enzyme có trong mạng lưới nội chất. Các tiền chất được đưa trở lại ty thể trong khu vực vỏ thượng thận trong đó quá trình tổng hợp ban đầu bắt đầu và tại đó quá trình tổng hợp được hoàn thành.